# Pedro Augusto Ferreira
Pedro Augusto Ferreira, Abade de Miragaia (Casa da Capela, Curvaceira, Penajoia, Lamego, 14 de Novembro de 1833 - Porto, 17 de Junho de 1913), foi um sacerdote e publicista português.

## Biografia
O futuro abade de Miragaia (Porto), era filho de José António Ferreira e de sua mulher D. Maria da Purificação Rodrigues Cardoso.
Concluiu o curso no seminário de Lamego, em 1850 e, passando a frequentar a Universidade de Coimbra, formou-se (bacharel) em Teologia em 1856.
Ordenou-se presbítero em Lamego em 1857, recebendo pouco depois a nomeação de examinador pro-sinodal e professor do seminário daquela diocese, onde se conservou três anos. Exerceu também as funções de vigário geral da diocese. Em 1861 foi apresentado e colado na abadia de Távora, e, em 1864 passou para a igreja de Miragaia.

## Obra literária
Tendo colaborado com Pinho Leal, depois da morte deste em 1884, foi convidado a continuar a obra, que aceitou, ficando responsável pelo termino da publicação do dicionário Portugal Antigo e Moderno, que ia no meio do tomo X, e do artigo Viana do Castelo, publicando-se assim o final do tomo X e os tomos XI e XII. De colaboração com Pinho Leal escreveu também: Maria coroada ou o cisma da Granja de Tedo, Porto, 1879, que é a história de um célebre pseudo-hermafrodita, António ou Antónia Custódia das Neves, que depois faleceu no incêndio do Teatro Baquet. Esta obra foi assinada com os pseudónimos Patrício Lusitano e Pantaleão Froilaz, revelados pelo próprio abade de Miragaia num acrescento a alguns dos exemplares. 
Colaborou no Almanaque de Lembranças Luso-Brasileiro, em diversos anos; no Asmodeu, de Lisboa; no Jornal do Porto, e em muitos outros jornais de Lisboa e província, com artigos de arqueologia, corografia e história. Colaborou também nas seguintes obras: Monumento à memória de D. António Luis da Veiga Cabral e Câmara, bispo de Bragança, Porto, 1889; Dai aos pobres, álbum de produções literárias, em benefício do Asilo Lamecense, Porto 1885; Expedição científica à Serra da Estrela em 1881 (Lisboa, 1883).
Publicou mais: Catálogo dos religiosos professos na Real Congregação dos Agostinhos Descalços de Portugal, copiado em 1880 d'outro que pertenceu ao Convento da Formiga, Porto, 1907; Dicionário de apelidos portugueses, Porto, 1908; e Tentativa Etimológico-Toponímica ou Investigação da Etimologia ou Proveniência dos Nomes das nossas Povoações (em três volumes: Porto, 1907 e, os dois últimos, póstumos, 1915). 
Era vogal da comissão dos monumentos nacionais, sócio da Associação dos Arquitectos e Arqueólogos Portugueses, da Sociedade Camoneana, etc. Era Cavaleiro da Ordem de Nª. Sra. da Conceição de Vila Viçosa. Possuiu uma importante livraria, composta de 3.653 obras, de que se imprimiu catálogo em 1902, no Porto. Ofereceu estes livros à Biblioteca Municipal do Porto, que o considerou Cidadão Benemérito e deu o seu nome a uma das ruas da cidade.
Encontram-se textos da sua autoria, publicados postumamente, no quinzenário A Voz do Comércio  (1929-1941).